# Barbatia barbata
Barbatia barbata és una espècie de mol·lusc bivalve de la família Arcidae. Es troba a les roques o al corall del fons del mar, al Mediterrani, especialment a Grècia, Itàlia i Tunísia. La seva conquilla pot fer de 35 a 100 mm. La forma de la conquilla és variable. És comestible.

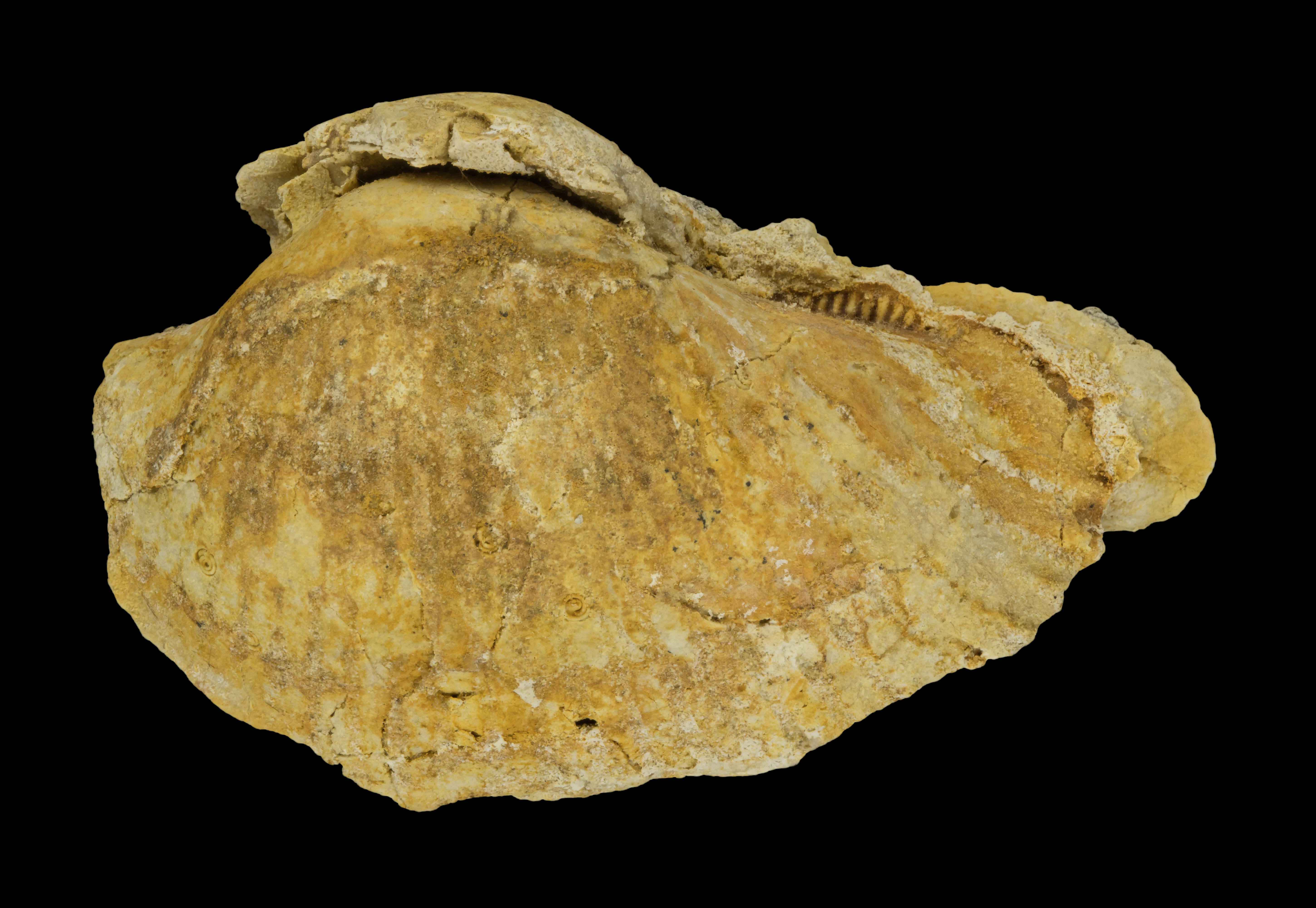
Fòssil, Miocè